# Unió Regionalista
La Unión Regionalista (en catalán: Unió Regionalista) fue un grupo político español de ámbito catalán que existió entre 1899 y 1901. Durante su existencia mantuvo un activismo a favor de los intereses de las clases medias de Cataluña, favorables a una política que atendiera las demandas de los sectores regionalistas y del incipiente catalanismo. En 1901 se integró en la Liga Regionalista.
La Unión Regionalista ha sido considerada como el «verdadero embrión» de la Liga Regionalista.

## Historia

### Orígenes y formación
La Unión Regionalista fue creada en Barcelona el 18 de octubre de 1899 a partir de la «Junta Regional Organizadora de las Adhesiones», organización de apoyo al General Polavieja. Cuando el gobierno presidido por el liberal Francisco Silvela se negó a atender las demandas regionalistas, —pese a nombrar ministro a Manuel Durán y Bas— este hecho produjo la desafección entre las clases medias e industriales catalanas. Fracasada la aventura política del regeneracionismo de Polavieja y la tentativa de compromiso con el partido conservador silvelista, la «Junta Regional de adhesiones al programa del general Polavieja» debía desaparecer o de reconvertirse, si no en los objetivos políticos más generales, al menos en su estrategia y su dirección política, así como el nombre.
Los seguidores de Polavieja en Cataluña formaron entonces la Unión Regionalista. En sus inicios no era un grupo de corte nacionalistas, sino industriales descontentos por el abandono en que se consideraban por causa de la acción (o la inacción) del Gobierno. No era solo el abandono de cualquier proyecto constructivo lo que les movía; sentían también que, para sus afanes y posibilidades de expansión y readaptación en un país que había perdido sus últimas colonias, el régimen político imperante era como una coraza que cortaba sus iniciativas. Estos dos puntos: crítica a la política y, por extensión, al régimen existente, por un lado, y la confianza en sus propias fuerzas para alcanzar una situación más favorable, por otra parte, eran la base de que impulsaba la burguesía catalana en plantear una lucha política tenaz para lograr la reforma del Estado o, al menos, el autogobierno. Esto la llevaba a desarrollar una política diferente de la oficial, geográficamente aislada, objetivamente rebelde, en última instancia, aunque quizá de forma no plenamente consciente, llevaba a la burguesía a hacer una política particularista.
Los nombres que integraban la Unió Regionalista tenían un fuerte prestigio ciudadano y su peso social y económico era muy considerable: Luis Ferrer-Vidal y Soler, Alberto Rusiñol, Manuel Raventós, Bartolomé Robert, Miguel A. Fargas, etc. Su secretario era Fernando Agulló Vidal.
El 27 de enero de 1900 la Unió celebró una Junta general para la modificación de sus Estatutos. El artículo 1 pasó a declarar que el objetivo de la Unió Regionalista «será trabajar por todos los medios legales, dentro de la unidad del Estado español por la autonomía política y administrativa de las regiones». El diario catalanista La Veu de Catalunya señaló en sus páginas que «la diferencia más sensible que hay entre el nuevo programa de la Unió Regionalista y nuestro programa catalanista es que en el primero no admite resueltamente la oficialidad de la lengua catalana dentro de Cataluña, sino la cooficialidad de la misma». Como programa, los ex-polaviejistas adoptaron las solicitudes presentadas en el Mensaje a la Reina Regente María Cristina de los cinco presidentes del 14 de noviembre de 1898.

### Integración en la Lliga
En esta situación se llegó al entendimiento política con los hombres del Centre Nacional Català que, poco después, el 1901, les ofrecieron una táctica y una ideología. El primer efecto de este entendimiento fue la catalanización del nombre de la entidad, que pasó a denominarse Unió Regionalista y que se constituyó prescindiendo de toda dirección política.
El año 1900 está marcado por una actuación muy cercana y unas relaciones personales y políticas muy estrechas con los hombres del Centre Nacional Català. Así, como consecuencia de esta vinculación, decidieron presentarse conjuntamente a las nuevas elecciones de diputados a Cortes de 1901, y unificar ambas fuerzas en una única entidad. Por eso tuvieron que aceptar la autonomía política total de Cataluña, si bien se hicieron algunas transacciones, más de forma que de fondo. Pero ya la autonomía era un deseo de sus miembros, como hemos visto, al que habían llegado a través de la autonomía económica y de la petición de reformas institucionales. Solo dos votos se opusieron a la autonomía política total: el de Juan Sallarés y el de José Bertrán. 
En 1901, tras intensas negociaciones entre Enric Prat de la Riba y Josep Puig i Cadafalch con los dos líderes de la Unió, Bartolomé Robert y Miguel Arcángel Fargas Roca, se consiguió la unión con el Centre Nacional Català, de cuya fusión surgió un nuevo partido: la Lliga Regionalista.